# Jakobselva (Vadsø)
Lo Jakobselva (in sami settentrionale Ánnejohka, in Kven Annijoki) è un fiume lungo 50 km che scorre nella penisola di Varanger, nella Norvegia nord-orientale. Non va confuso con l'omonimo fiume al confine tra Russia e Norvegia, motivo per cui il primo viene anche chiamato Vestre Jakobselv (Jakobselva occidentale), toponimo utilizzato anche per il villaggio nei pressi della foce dello stesso fiume.
Il fiume è rinomato per la pesca sportiva, soprattutto per la presenza di salmoni di grandi dimensioni.
Il fiume è tutelato ai sensi del Piano Norvegese di conservazione dei corsi d'acqua del Direttorato Norvegese per le risorse idriche e l'energia.

## Corso del fiume
Il fiume nasce nel comune di Nesseby sull'altura denominata Midthaugen (490 m) situata al centro dell'altopiano che occupa la quasi totalità della penisola di Varanger. Il corso del fiume prosegue verso sud tra boschi di betulle al confine tra il comune di Nesseby e quello di Vadsø, fino a sfociare 17 km ad ovest di Vadsø nel fiordo Varangerfjord, a sua volta parte del mare di Barents.
La maggior parte del bacino del fiume si trova all'interno del Parco nazionale Varangerhalvøya.